# سالیسیل‌هیدروکسامیک اسید
سالیسیل‌هیدروکسامیک اسید (به انگلیسی: Salicylhydroxamic acid) یک ترکیب شیمیایی با شناسه پاب‌کم ۶۶۶۴۴ است. شکل ظاهری این ترکیب، گرد (پودر) بلوری قهوه‌ای رنگ است.